# 美国工程与技术认证委员会
美国工程与技术认证委员会（英語：Accreditation Board for Engineering and Technology, Inc.），简称ABET认证，是美国一家非政府组织，从事第三期教育中应用科学学科、自然科学学科、计算机学科、工程学科、工程技术学科的认证。除美国外，也对国际上的学校进行学科认证。

## 概述
美国工程技术认证委员会的前身为1932年成立的美国工程师专业发展委员会（ECPD），总部位于纽约市。最初有7个工程学会参与，包括：
- 美国土木工程师学会（英语：American Society of Civil Engineers）（ASCE）
- 美国采矿和冶金工程师学会（英语：American Institute of Mining, Metallurgical, and Petroleum Engineers）（现AIME）
- 美國機械工程師學會（ASME）
- 美国电气工程师学会（现IEEE）
- 美国工程教育促进学会（英语：American Society for Engineering Education）（现ASEE）
- 美國化學工程學會（AIChE）
- 美国工程师考核全国委员会（英语：National Council of Examiners for Engineering and Surveying）（现NCEES）

该组织于1936年评估了首个工程学科项目，于1946年评估了首个工程技术学科项目。1980年更改为现名，1989年成为国际工程认证《华盛顿协议》的6个发起组织之一，1996年总部搬至马里兰州巴爾的摩，2005年组织名改用以简称“ABET认证”为主。截至2022年，参与认证工作的学会数量已经拓展到35个。
截至2016年，共有来自29个国家、714所院校的3569个专业通过ABET认证，其中中国大陆地区有华东理工大学、清华大学、上海交通大学3所高校共7个专业通过了ABET认证。